# Matej Vidović
Pour les articles homonymes, voir Vidović.
Matej Vidović, né le 14 avril 1993 à Zagreb, est un skieur alpin croate. Il est principalement actif dans les disciplines techniques (slalom et slalom géant).  

## Biographie
Surnommé « Mado », le skieur croate est un poids lourd, pesant 92 kg pour 1,93 m.
Membre du SK Croatica, il participe à des compétitions FIS depuis la saison 2008-2009. Il est sélectionné pour ses premiers championnats du monde en 2011.
Il fait sa première apparition en Coupe du monde en janvier 2012 à Zagreb. Il découvre les Jeux olympiques lors de l'édition de 2014 à Sotchi avec comme résultat une 28e place au slalom. 
En 2015, il se classe 26e du slalom des Championnats du monde à Beaver Creek, enregistrant son meilleur résultat en grand rendez-vous.
En janvier 2016, il monte sur son premier podium en Coupe d'Europe à Zell am See (et obtient aussi première victoire).
Il marque ses premiers points en Coupe du monde en mars 2017 avec une 21e place au slalom de Kranjska Gora. En 2018, il prend part au slalom des Jeux olympiques de Pyeongchang, mais il sort du parcours, tandis qu'en Coupe d'Europe, il remporte le classement du slalom.
En 2018-2019, il se qualifie pour la deuxième manche dans les courses de la Coupe du monde à six reprises, avec comme meilleure performance une quinzième place à Zagreb.
C'est en janvier 2021, qu'il obtient son meilleur résultat dans la Coupe du monde avec une douzième place dans sa ville natale de Zagreb. Le mois suivant, il affiche le même résultat sur le slalom des Championnats du monde, à Cortina d'Ampezzo.

## Palmarès

### Jeux olympiques d'hiver
| Épreuve / Édition | Sotchi 2014 | Pyeongchang 2018 |
| Slalom            | 28e         | Abandon          |

### Championnats du monde
| Épreuve / Édition | Garmisch-Partenkirchen 2011 | Schladming 2013 | Beaver Creek 2015 | Saint-Moritz 2017 | Åre 2019 | Cortina d'Ampezzo 2021 |
| Slalom            | 51e                         | 33e             | 26e               | 35e               | 32e      | 12e                    |

### Coupe du monde
- Meilleur classement général : 88e en 2019.
- Meilleur résultat : 12e.

#### Classements par saison
| Saison    | Classement général final | Classement en slalom |
| 2016-2017 | 137e                     | 51e                  |
| 2017-2018 | 119e                     | 38e                  |
| 2018-2019 | 88e                      | 29e                  |
| 2019-2020 | 142e                     | 52e                  |
| 2020-2021 | 95e                      | 34e                  |

### Coupe d'Europe
- Gagnant du classement du slalom en 2018.
- 10 podiums, dont 4 victoires en slalom.

Palmarès en mars 2019

### Championnats de Croatie
- Champion du slalom en 2015, 2016, 2018, 2019 et 2021.